# Grenzbahnhof

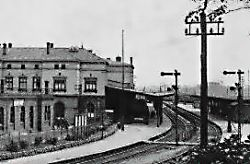
Der erste europäische Grenzbahnhof Herbesthal

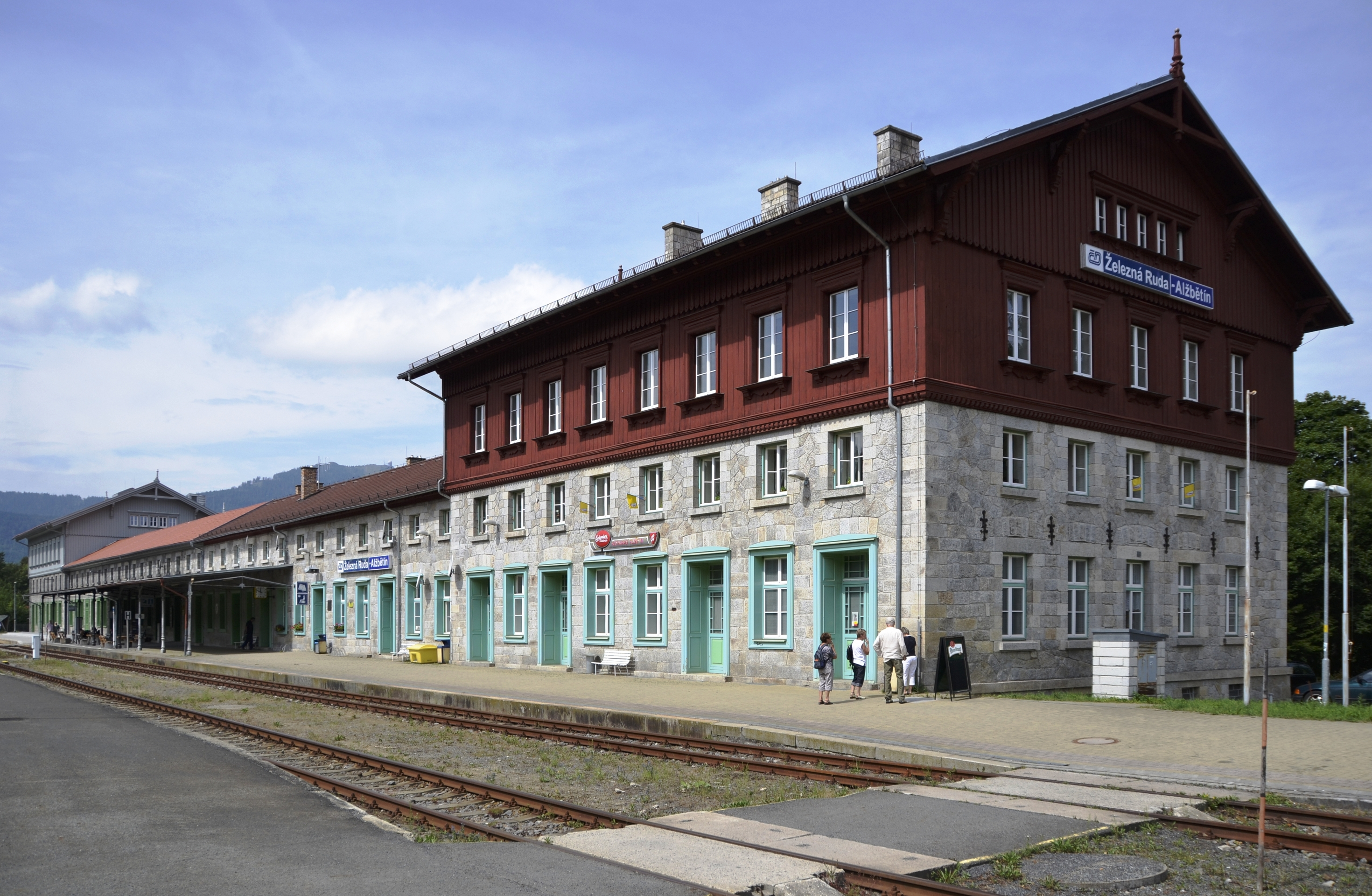
Bahnhof Bayerisch Eisenstein – die Grenze zwischen Tschechien und Deutschland verläuft mittig durch das Empfangsgebäude

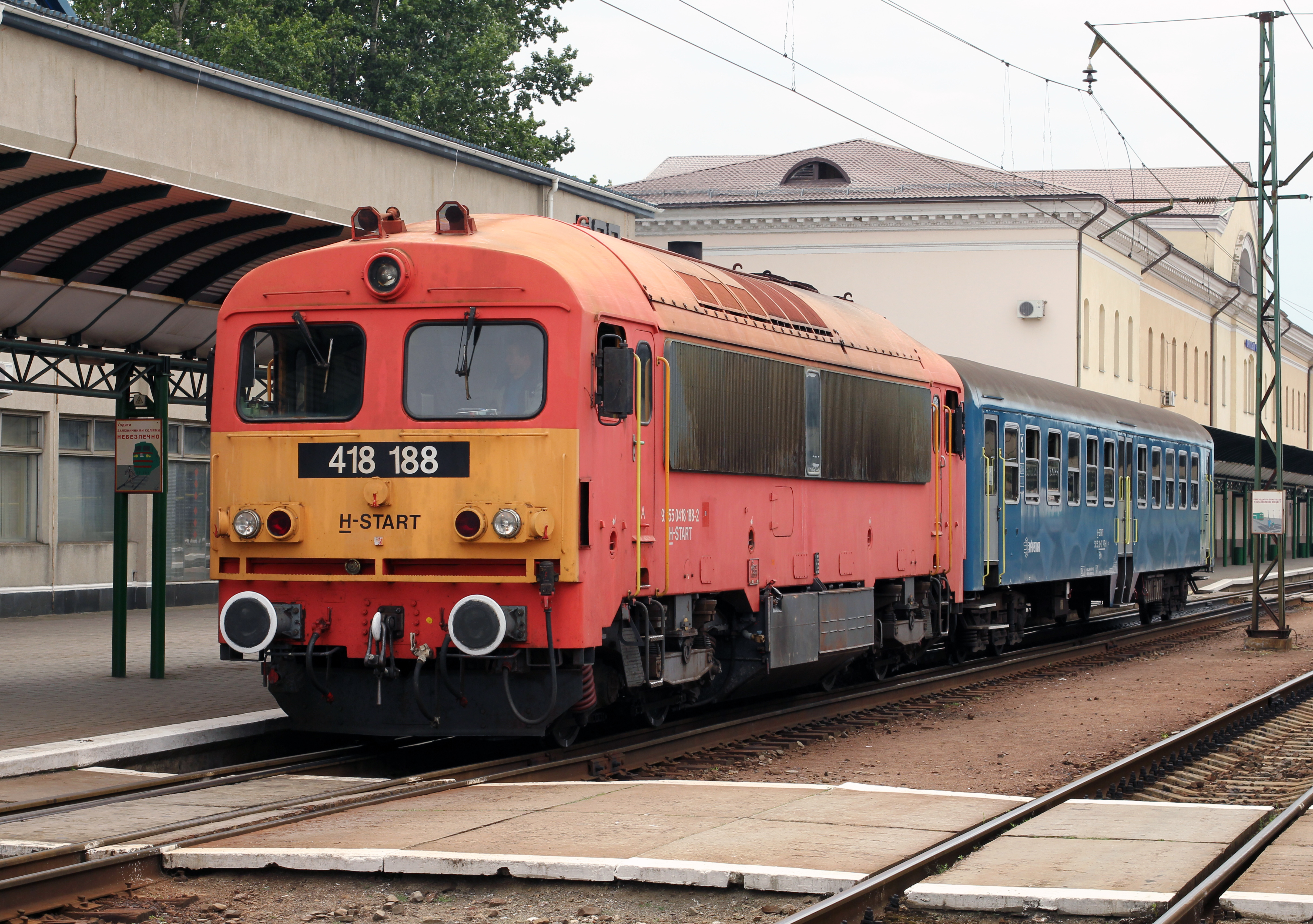
Am Hausbahnsteig des Bahnhofs Tschop (Ukraine) liegt ein Vierschienengleis mit den Spurweiten 1435 und 1520 mm, der Zug der ungarischen MÁV steht auf dem Regelspurgleis

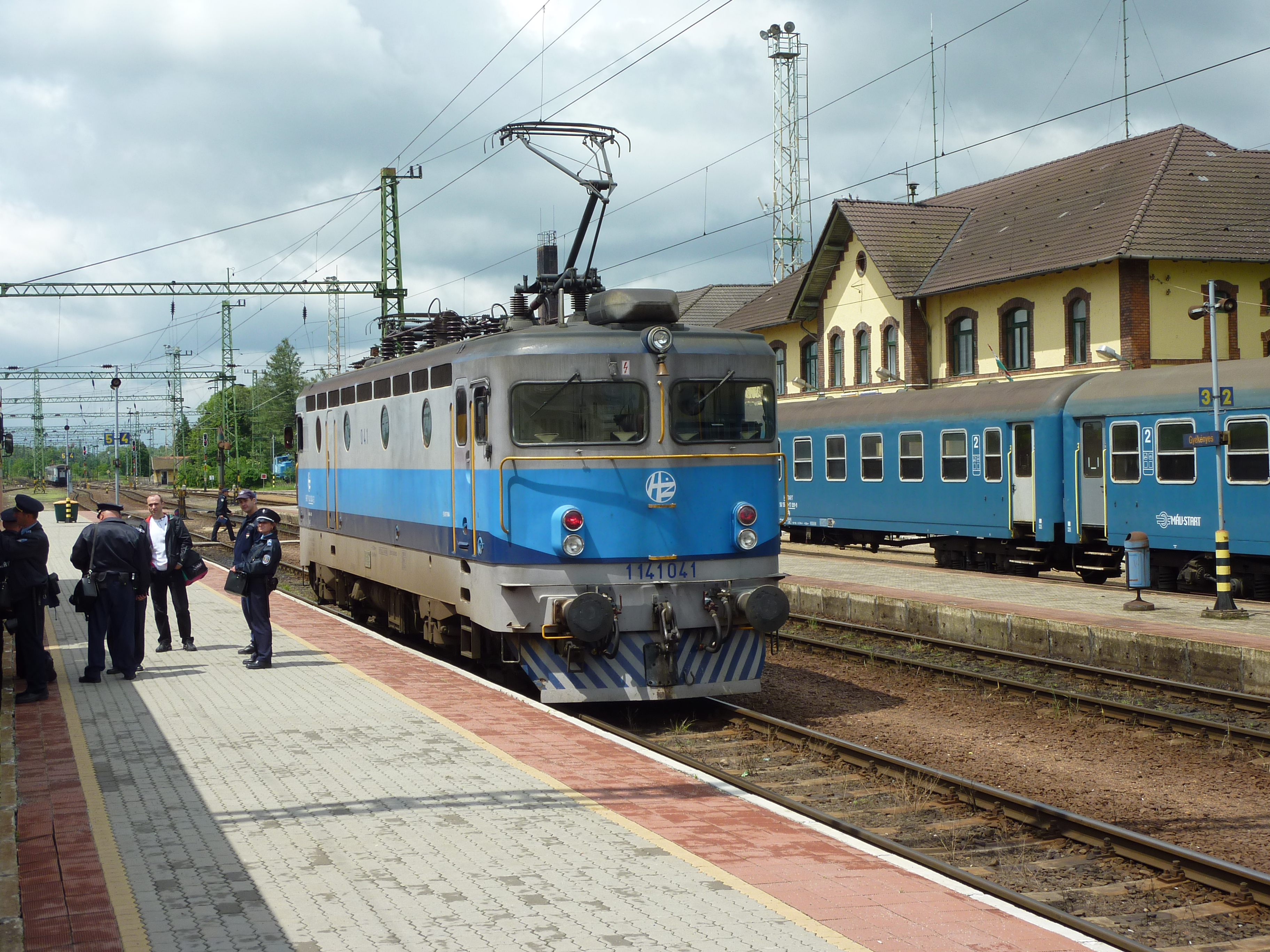
Polizisten bei der Grenzkontrolle im ungarisch-kroatischen Grenzbahnhof Gyékényes

Ein Grenzbahnhof, auch Grenzstation oder veraltet Wechselbahnhof, ist ein Bahnhof, auf dem die für den Übergang des Eisenbahnverkehrs über eine Staatsgrenze nötigen Dienstvorrichtungen, insbesondere die zollamtliche Überwachung, vorgenommen werden.
Sie sind häufig mit Anlagen zum Wechseln von Lokomotiven ausgestattet, insbesondere, wenn es sich um elektrifizierte Bahnstrecken handelt, die verschiedenen Stromsystemen (Systemtrennstelle) angehören. In einigen Bahnhöfen wie Aachen Hbf kann an den Bahnsteiggleisen das Stromsystem umgeschaltet werden. Mehrsystemzüge wie ICE International oder Thalys können dann nach kurzem Halt ohne Triebfahrzeugwechsel weiterfahren. Gegebenenfalls wechselt in Grenzbahnhöfen auch die Fahrordnung, zum Beispiel in Basel SBB oder Roosendaal. Da in einigen Ländern unterschiedliche Spurweiten der jeweiligen Eisenbahnen existieren, gibt es in einigen Grenzbahnhöfen gemischtspurige Gleise und/oder Umspuranlagen. Beispiele dafür sind Bahnhof Brest-Zentralny in Belarus, Tschop in der Ukraine und der Bahnhof Portbou in Spanien.
An Grenzbahnhöfen befinden sich außerdem meistens Zoll- und Grenzschutzeinrichtungen. Einige Grenzbahnhöfe sind auch Rangierbahnhöfe, zum Beispiel der Chiasso an der Grenze zwischen der Schweiz und Italien. Bereits 1843 wurde der älteste europäische Grenzbahnhof eröffnet, der Bahnhof Herbesthal an der damaligen Grenze zwischen dem Königreich Belgien und dem Königreich Preußen.
Eine Besonderheit ist der Bahnhof Bayerisch Eisenstein, dessen Anlagen hälftig in zwei Ländern liegen. Die Grenze zwischen Deutschland und Tschechien verläuft mittig durch das Empfangsgebäude.
Der ehemalige Rangierbahnhof Basel Badischer Bahnhof in Weil am Rhein liegt zu einem kleinen Teil auf Schweizer Boden. Die Zollgrenzen im Bahnhof folgen aber nicht der Staatsgrenze, sondern liegen entlang der dem Betrieb angepassten verschiedenen Gleisfelder. Dadurch war es möglich, dass ein Güterzug Richtung Lörrach und Umgehungskurve zolltechnisch nie Deutschland verließ und sich damit während der gesamten Fahrtzeit innerhalb des Zollgebietes der Europäischen Gemeinschaft befand. Der Bahnhof hat durch den Bau des Rangierbahnhofs Basel-Muttenz seine Bedeutung verloren.
Beispiele für Grenzbahnhöfe an deutschen Grenzen sind: Aachen Hbf, Aachen-West, Bad Bentheim, Bad Schandau, Flensburg, Frankfurt (Oder) Pbf, Görlitz, Horka Gbf, Kehl, Konstanz, Lindau-Reutin, Passau Hbf, Puttgarden und Saarbrücken Hbf. Auch der Salzburger Hauptbahnhof hatte lange Zeit die Funktion eines Grenzbahnhofes zwischen Österreich und Deutschland. Der Grenzbahnhof Thörl-Maglern in Arnoldstein war nach Italien wichtig. Der Bahnhof Brenner zählte ebenfalls hierzu.
Bedeutung hatten an der früheren innerdeutschen und Berliner Grenze unter anderem die Bahnhöfe Berlin-Friedrichstraße, Griebnitzsee, Schwanheide, Helmstedt und Marienborn, Gerstungen, Probstzella und Gutenfürst.  Auch der Bahnhofsteil Seddin Süd des Bahnhofs Seddin wurde, obwohl mitten in der DDR gelegen, für den schnellen Transitverkehr mit den Trans-Europ-Express-Marchandises (TEEM) zum DDR-typischen Grenzbahnhof mit Betonmauern, Metallgitterzäunen, Kontrolltürmen und Flutlicht ausgebaut.
Bis 2020 war auch Lindau Hbf ein Grenzbahnhof, wurde aber danach durch Lindau-Reutin ersetzt.
In EU-Staaten des Schengen-Raums sind Grenzbahnhöfe in zolltechnischer Hinsicht weniger wichtig geworden.